# Бальде, Алехандро
Алеха́ндро Ба́льде Марти́нес (исп. Alejandro Balde Martínez; род. 18 октября 2003, Барселона) — испанский футболист, левый защитник клуба «Барселона» и сборной Испании.

## Клубная карьера

### «Барселона»

#### Молодёжные команды
Бальде начинал заниматься футболом в клубе «Сент Гэбриэл», в возрасте шести лет и вскоре привлёк внимание двух каталонских команд. Быстрее всех среагировал «Эспаньол», но Бальде провёл в клубе всего год, после чего попал в академию «Барселоны» в возрасте 8 лет.
В сезоне 2020/21 Алехандро начал выступать за «Барселону B», но не получил места в первой команде, так как возникли проблемы с продлением контракта, вследствие чего ему пришлось сменить агента. Его новым агентом стал Жорже Мендеш. В конце июля он всё-таки продлил контракт до 2024 года с условием отступных в размере 500 млн евро.

#### Дебют за основную команду
После ухода Хуниора Фирпо летом 2021 года в «Лидс Юнайтед» Бальде стал главной альтернативой Жорди Альбы и стал привлекаться к играм за основную команду.
14 сентября 2021 года он дебютировал за основную команду «Барселоны» в матче Лиги чемпионов УЕФА против «Баварии», выйдя на замену вместо Жорди Альбы (поражение 0:3). 20 сентября он дебютировал в Чемпионате Испании, выйдя в стартовом составе на матч с «Гранадой» (ничья 1:1).
14 мая 2023 года Бальде забил дебютный гол за «сине-гранатовых» в матче чемпионата Испании против «Эспаньола».
24 января 2024 года в матче Кубка Испании против клуба «Атлетик Бильбао» Бальде получил травму подколенного сухожилия и выбыл до конца сезона. 31 января 2024 года Алехандро успешно перенёс операцию на подколенном сухожилии.

## Карьера в сборной
Бальде играл за сборную Испании U-16 в 2019 году. С командой U-17 он выиграл UEFA Exempt Tournament, подготовительный турнир к отменённому позднее Евро 2020 (до 17 лет). В августе 2021 года Алехандро впервые был вызван в сборную U-19. В следующем месяце он дебютировал в матче против сборной Мексики.
18 ноября 2022 года, накануне Чемпионата мира 2022, Бальде был вызван в главную сборную вместо травмированного Хосе Гайи. 23 ноября 2022 года Алехандро впервые сыграл на чемпионате мира, в матче группового этапа против сборной Коста-Рики.

## Статистика выступлений

### Клубная карьера
| Клуб             | Сезон            | Лига | Лига | Кубок | Кубок | Еврокубки | Еврокубки | Другие | Другие | Итого | Итого |
| Клуб             | Сезон            | Игры | Голы | Игры  | Голы  | Игры      | Голы      | Игры   | Голы   | Игры  | Голы  |
| ---------------- | ---------------- | ---- | ---- | ----- | ----- | --------- | --------- | ------ | ------ | ----- | ----- |
| → Барселона B    | 2020/21          | 15   | 0    | 0     | 0     | 0         | 0         | 1      | 0      | 16    | 0     |
| → Барселона B    | 2021/22          | 14   | 0    | 0     | 0     | 0         | 0         | 0      | 0      | 14    | 0     |
| → Барселона B    | Итого            | 29   | 0    | 0     | 0     | 0         | 0         | 1      | 0      | 30    | 0     |
| Барселона        | 2021/22          | 5    | 0    | 0     | 0     | 2         | 0         | 0      | 0      | 7     | 0     |
| Барселона        | 2022/23          | 33   | 1    | 4     | 0     | 6         | 0         | 1      | 0      | 44    | 1     |
| Барселона        | 2023/24          | 18   | 0    | 2     | 1     | 5         | 0         | 2      | 0      | 27    | 1     |
| Барселона        | 2024/25          | 30   | 0    | 3     | 0     | 10        | 0         | 2      | 1      | 45    | 1     |
| Барселона        | Итого            | 86   | 1    | 9     | 1     | 23        | 0         | 5      | 1      | 123   | 3     |
| Всего за карьеру | Всего за карьеру | 115  | 1    | 9     | 1     | 23        | 0         | 6      | 1      | 153   | 3     |

### Выступления за сборную
| Сборная          | Год              | Отборочные матчи ЧМ | Отборочные матчи ЧМ | Финальные матчи ЧМ | Финальные матчи ЧМ | Отборочные матчи ЧЕ | Отборочные матчи ЧЕ | Лига наций УЕФА | Лига наций УЕФА | Товарищеские матчи | Товарищеские матчи | Итого | Итого |
| Сборная          | Год              | Игры                | Голы                | Игры               | Голы               | Игры                | Голы                | Игры            | Голы            | Игры               | Голы               | Игры  | Голы  |
| ---------------- | ---------------- | ------------------- | ------------------- | ------------------ | ------------------ | ------------------- | ------------------- | --------------- | --------------- | ------------------ | ------------------ | ----- | ----- |
| Испания          | 2022             | -                   | -                   | 4                  | 0                  | -                   | -                   | -               | -               | -                  | -                  | 4     | 0     |
| Испания          | 2023             | -                   | -                   | -                  | -                  | 3                   | 0                   | -               | -               | -                  | -                  | 3     | 0     |
| Всего за карьеру | Всего за карьеру | 0                   | 0                   | 4                  | 0                  | 3                   | 0                   | 0               | 0               | 0                  | 0                  | 7     | 0     |

### Матчи и голы за сборную
| Матчи и голы Бальде за сборную Испании | Матчи и голы Бальде за сборную Испании | Матчи и голы Бальде за сборную Испании | Матчи и голы Бальде за сборную Испании | Матчи и голы Бальде за сборную Испании | Матчи и голы Бальде за сборную Испании |
| №                                      | Дата                                   | Оппонент                               | Счёт                                   | Голы                                   | Соревнование                           |
| -------------------------------------- | -------------------------------------- | -------------------------------------- | -------------------------------------- | -------------------------------------- | -------------------------------------- |
| 1                                      | 23 ноября 2022                         | Коста-Рика                             | 7:0                                    | —                                      | Финальные матчи ЧМ-2022                |
| 2                                      | 27 ноября 2022                         | Германия                               | 1:1                                    | —                                      | Финальные матчи ЧМ-2022                |
| 3                                      | 1 декабря 2022                         | Япония                                 | 1:2                                    | —                                      | Финальные матчи ЧМ-2022                |
| 4                                      | 6 декабря 2022                         | Марокко                                | 0:0 (0:3 пен.)                         | —                                      | Финальные матчи ЧМ-2022                |
| 5                                      | 25 марта 2023                          | Норвегия                               | 3:0                                    | —                                      | Отборочные матчи ЧЕ-2024               |
| 6                                      | 12 сентября 2023                       | Кипр                                   | 6:0                                    | —                                      | Отборочные матчи ЧЕ-2024               |
| 7                                      | 12 октября 2023                        | Шотландия                              | 2:0                                    | —                                      | Отборочные матчи ЧЕ-2024               |

Итого: 7 матчей / 0 голов; 4 победы, 1 ничья, 2 поражения.

## Достижения

### Командные
«Барселона»
- Чемпион Испании (2): 2022/23, 2024/25
- Обладатель Кубка Испании: 2024/25
- Обладатель Суперкубка Испании (2): 2023, 2025

### Личные
- Вошёл в символическую сборную Ла Лиги: 2022/23[16]